# Klausen (Hohenfels)
Klausen ist ein Gemeindeteil des Marktes Hohenfels im Landkreis Neumarkt in der Oberpfalz in Bayern.

## Geographische Lage
Von der ehemaligen Einöde auf dem Truppenübungsplatz Hohenfels ist lediglich die Kalvarienbergkapelle erhalten geblieben. Sie liegt im Oberpfälzer Jura der Fränkischen Alb ca. 435 m ü. NHN und ca. 450 m nordöstlich des Kernbereichs von Hohenfels auf dem Kalvarienberg links des Forellenbaches, der der Vils zufließt.

## Geschichte
Die Klause mit der Kapelle Zum Gegeißelten Heiland bestand bereits im 18. Jahrhundert. Im Königreich Bayern wurde um 1810 der Steuerdistrikt Hohenfels gebildet und 1811 zum Landgericht Parsberg (später Landkreis Parsberg) gegeben. Klausen wurde dabei nicht gesondert verzeichnet. In der Besitzfassion 1812 des Rentamtes Velburg über das ehemalige Oberpfälzer Amt Hohenfels erscheint das Einödanwesen „auf der Klausen“ von der Größe eines Sechszehntelhofes. Mit dem zweiten bayerischen Gemeindeedikt von 1818 wurde der Markt Hohenfels gebildet, bestehend 1867 aus den Orten Hohenfels, Christlmühle, „Klause“, Laberthal, Siehdafür und Steinsberg, 1900 aus Hohenfels, Christlmühle, Klausen, Laberthal, Siehdafür und Ziegelhütte.
Als am 29. Juni 1944 die Bildung des Heeresgutsbezirks Hohenfels im Landkreis Parsberg mit Wirkung vom 1. Oktober 1944 bekanntgegeben wurde, waren auch die Einöden Christlmühle, Klausen und Laberthal, davon betroffen; die Ablösung und Räumung durch die Reichsumsiedlungsgesellschaft hatte schon 1938 begonnen. Der Heeresgutsbezirk wurde infolge einer Entschließung Bayerns vom 14. Dezember 1949 aufgelöst und das Gebiet neu besiedelt, wozu provisorisch die Gemeinde Nainhof-Hohenfels gebildet wurde, zu der auch Klausen als Gemeindeteil gehörte. Diese Gemeinde wurde im Herbst 1951 geräumt und aufgelöst, als ein neuer Truppenübungsplatz für die US- und NATO-Truppen errichtet wurde. Das abgesiedelte Gebiet des Truppenübungsplatzes wurde 1970 auf die Gemeinden Velburg und Hohenfels aufgeteilt; die ehemalige Einöde Klausen kam hierbei wieder zur Gemeinde Hohenfels.

### Einwohnerzahl
- 1838: 5 Einwohner, 1 Haus[8]
- 1861: 4 Einwohner, 1 Gebäude („Klause“)[9]
- 1871: 2 Einwohner, 1 Gebäude; Großviehbestand 1873: 2 Stück Rindvieh[10]
- 1900: 11 Einwohner, 1 Wohngebäude[11]
- 1925: 6 Einwohner, 1 Wohngebäude[12]
- 1950: 5 Einwohner, 1 Wohngebäude[13]
- 1987: 0 Einwohner[1]

### Kirchliche Verhältnisse
Die Einöde gehörte zur katholischen Pfarrei St. Ulrich in Hohenfels im Bistum Regensburg. Dorthin gingen die Kinder auch zur Schule. Die Kalvarienbergkapelle „Der gegeißelte Heiland“, die sogenannte Kapelle auf der Schießstätte, galt als ein kleiner Bau des 18. Jahrhunderts, der um 1900 noch einen Dachreiter hatte. Nach anderer Überlieferung wurde die Kapelle und der zu ihr führende Kreuzweg wahrscheinlich unter dem Hohenfelser Pfarrer Karl von Voit (1864–1879) errichtet; das hölzerne Bergkreuz wurde 1971 durch eine Kreuzigungsgruppe ersetzt.